# Sergio Ramírez Mercado
Sergio Ramírez Mercado (Masatepe, Masaya, 5 d'agost de 1942) és un escriptor, periodista, polític i advocat nicaragüenc. Va exercir com a vicepresident d'aquest país centreamericà des del 10 de gener de 1985 fins al 25 d'abril de 1990, durant el mandat de Daniel Ortega. Així mateix, és president fundador de la trobada literària "Centroamérica cuenta", que es realitza a Nicaragua des de 2012, la qual ha reunit a més de 500 narradors i periodistes en les seves cinc edicions. Va ser el primer nicaragüenc i centreamericà guardonat amb el Premi Cervantes (2017).

## Biografia
És el segon de cinc fills del matrimoni de Pedro Ramírez Gutiérrez i de la professora de secundària Luisa Mercado Gutiérrez.
Als 18 anys va fundar la revista experimental Ventana juntament amb Fernando Gordillo —escriptor nicaragüenc mort prematurament en 1967, als 26 anys—, amb qui va dirigir el moviment literari Frente Ventana. En 1963 va publicar el seu primer llibre —Cuentos, Editorial Nicaragüenc, Managua— i a l'any següent es va graduar en Lleis per la Universitat Nacional Autònoma de León amb "Medalla d'Or".
Es va casar en 1964 amb la sociòloga Gertrudis Guerrero Mayorga; el matrimoni ha tingut tres fills —Sergio, María i Dorel—, els qui els han donat vuit nets (Elianne, Carlos Fernando, Camila, Alejandro, Luciana, Andrés, Carlos i Mariana).
En aquest mateix any va viatjar a Costa Rica, on viuria 14 anys. Allí va dirigir la revista Repertori. Va ser secretari general de la Consell Superior Universitari Centroamericano (CSUCA), que llavors tenia la seva seu en aquest país, en dues oportunitats: 1968 i 1976. Entre aquests anys estudia a Berlín de 1973 a 1975 gràcies a una beca atorgada pel Servei d'Intercanvi Acadèmic Alemany (DAAD). En 1978 va fundar a San José l'Editorial Universitària Centroamericana (EDUCA).
Des de 2013 presideix la trobada anual de literatura «Centreamèrica explica», el més important festival literari de la regió.

### Vida política

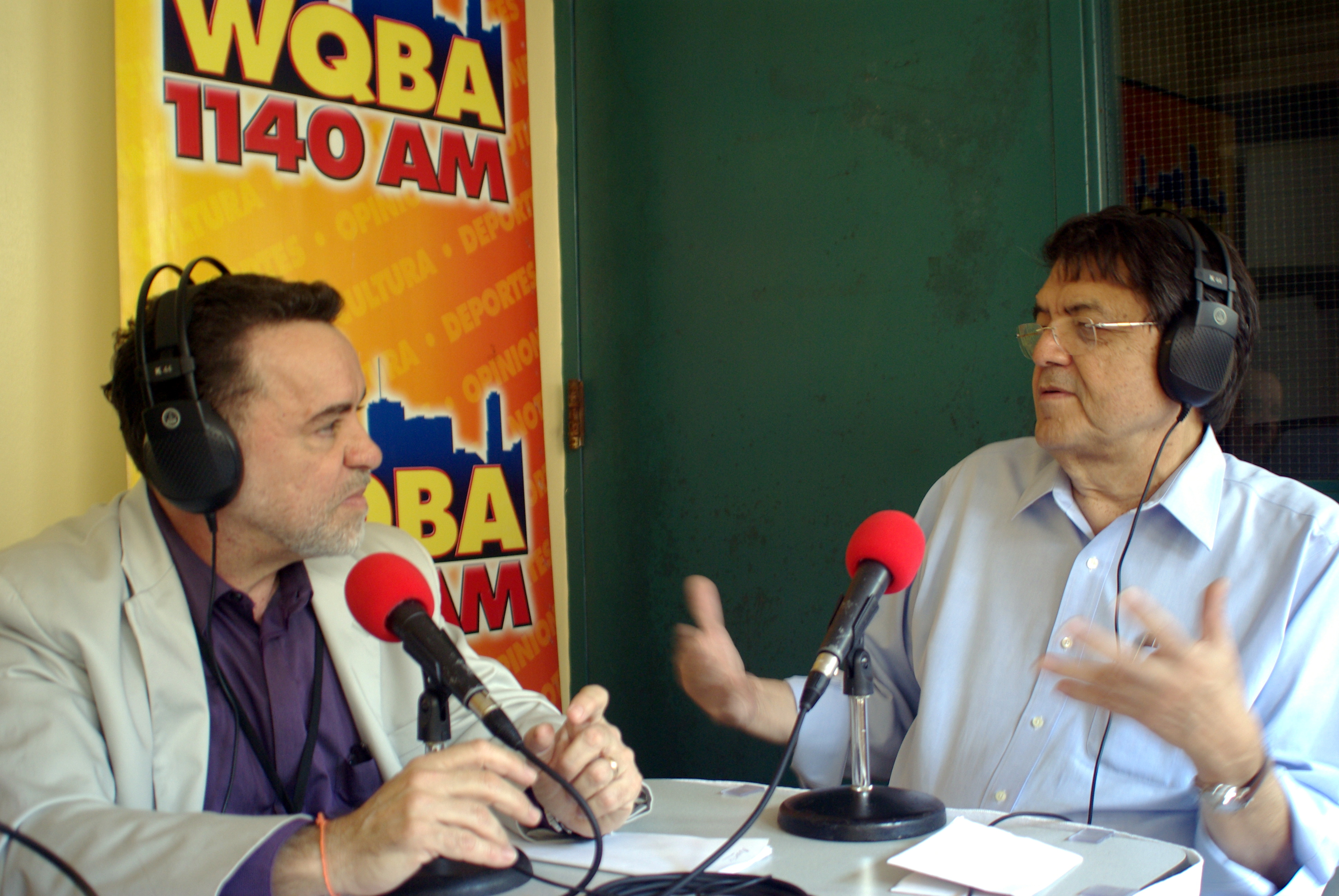
Ramírez entrevistat a Miami pel periodista cubà Alejandro Ríos, 2011

Es va integrar en l'oposició contra la dictadura d'Anastasio Somoza Debayle i en 1977 va encapçalar el Grup dels Dotze, format per intel·lectuals, empresaris, sacerdots i dirigents civils que recolzaven al capdavant Sandinista d'Alliberament Nacional (FSLN).
Abans i després del triomf de la Revolució Nicaragüenca, esdevingut el 19 de juliol de 1979, va formar part de la Junta de Govern de Reconstrucció Nacional, va presidir el Consell Nacional d'Educació i va fundar l'Editorial Nueva Nicaragua (ENN) en 1981.
En 1984 va ser triat a la vicepresidència de Nicaragua com a company de fórmula de Daniel Ortega. Després de les eleccions del 25 de febrer de 1990, lliuraria el poder a Violeta Barrios de Chamorro, presidenta electa i capdavantera de la Unió Nacional Opositora (UN).
Des de 1990 fins a 1995 va encapçalar la bancada sandinista en l'Assemblea Nacional de Nicaragua. En 1991 va ser triat membre de la Direcció nacional del Front Sandinista d'Alliberament Nacional (FSLN). Des del Parlament, Ramírez va promoure la reforma a la Constitució Política de 1987, per donar-li un contingut més democràtic. Aquestes reformes, aprovades en 1995, van segellar les seves diferències amb la cúpula dirigent del FSLN, partit al que va renunciar aquest mateix any per fundar el Moviment Renovador Sandinista (MRS) del que va ser candidat presidencial en les eleccions de 1996. Després d'aquests comicis, es va retirar de la vida política.
La política, no obstant això, no es va retirar de la seva vida: el govern d'Ortega (en el seu segon mandat 2007-2012), amb el qual l'escriptor ha estat molt crític, va vetar a Ramírez a finalitats de 2008, a través de l'Institut Nicaragüenc de Cultura (INC), com prologuista de l'antologia de Carlos Martínez Rivas que el diari espanyol El País anava a publicar el 27 de maig de 2009 en la seva col·lecció dedicada als grans poetes en llengua espanyola del segle xx; davant aquesta situació, considerada com a "inacceptable", el citat periòdic decidó retirar l'antologia. El veto va provocar el rebuig d'escriptors i intel·lectuals que van signar "un manifest de 'protesta davant un acte de censura oficial' en el qual ataquen l'ocorregut a Nicaragua. 'Cap Govern pot arrogarse la potestat de vetar o prohibir la paraula d'un escriptor, i un acte semblant no pot qualificar-se sinó de totalitari', sosté el text, subscrit, entre d'altres, per Gabriel García Márquez, Carlos Fuentes, Tomás Eloy Martínez o Ángeles Mastretta".

## Escriptor i periodista

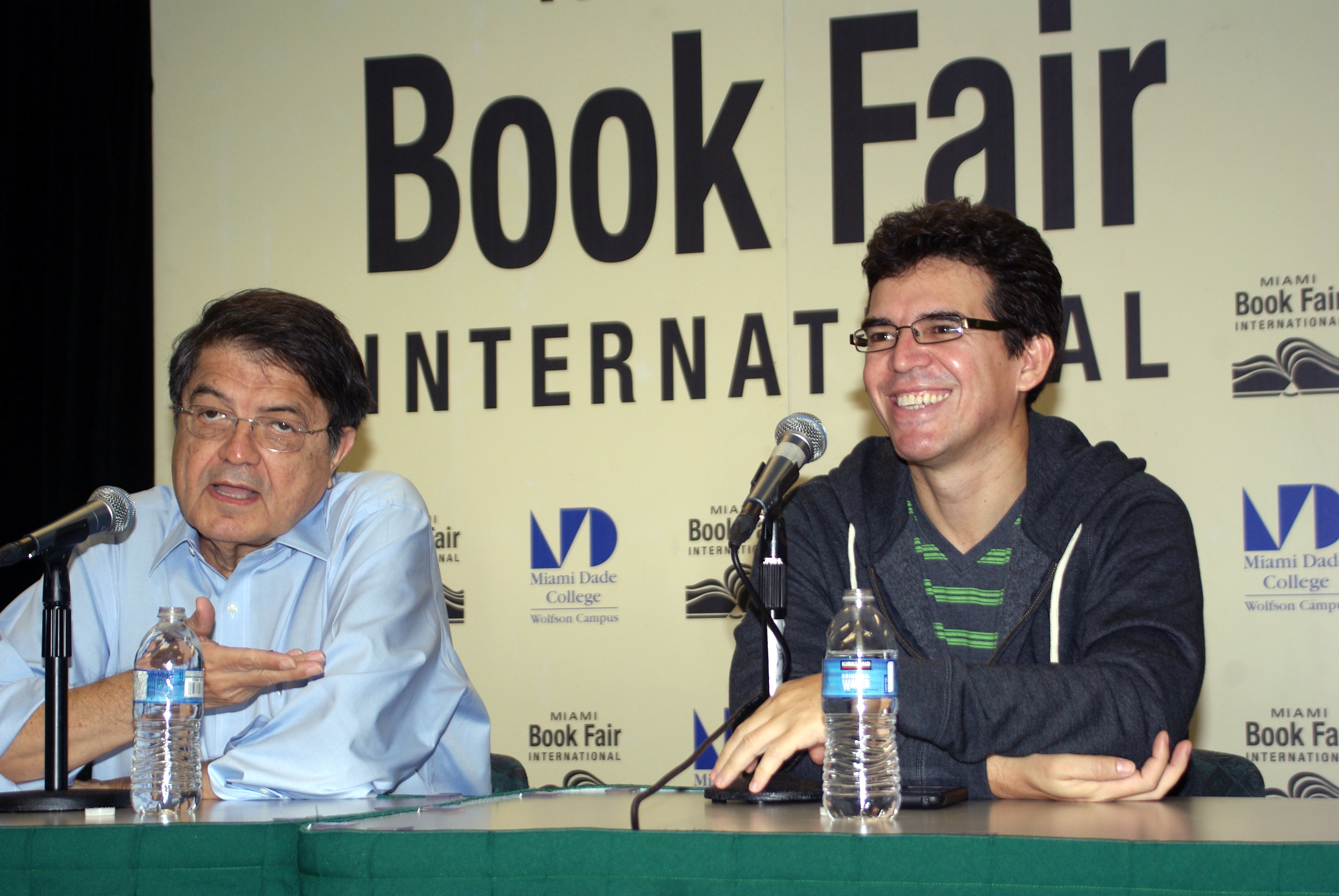
Ramírez amb Edmundo Paz Soldán en la Fira Internacional del Llibre de Miami, novembre de 2011

Sergio Ramírez va començar la seva carrera literària com a contista: el seu primer relat, L'estudiant, ho va publicar en 1960 en la revista Ventana, de León. El seu primer llibre, aparegut tres anys més tard, va anar precisament una recopilació de relats, però el següent, publicat en 1970, era ja una novel·la. A partir de llavors, ha anat alternant aquests gèneres amb l'assaig i el periodisme. La seva consagració internacional va arribar en 1998 quan va guanyar el Premi Alfaguara amb la seva novel·la Margarita, està bufona la mar.
Ramírez —que en 1990 va fundar La Quinzena, publicació que sortiria a Managua al llarg de deu anys— és columnista de diversos periòdics al voltant del món, entre ells, El País, de Madrid; La Jornada, de Mèxic; El Nacional, de Caracas; El Tiempo, de Bogotà i La Opinión, de Los Angeles; La Premsa i la revista Magazine a Nicaragua. Dirigeix la revista electrònica cultural centreamericana Carátula.
El gener de 2000, va ser distingit amb el Premi de narrativa José María Arguedas atorgat per Casa de las Américas.
Ha estat professor a la Universitat de Maryland de 1999 al 2000 i en el 2001.
En 2011 va publicar La fugitiva, basada en la vida de l'escriptora costarricense Yolanda Oreamuno (Amanda Solano en la novel·la), que ens és presentada a través dels records de tres amigues, personatges aquests inspirats també en dones reals; així, l'últim relat és el d'una cantant, Manuela Torres, que correspondria a Chavela Vargas; els altres dos, Gloria Tinoco i Marina Carmona, tenen com a prototips a Vera Tinoco Rodríguez, casada amb un fill del president de Costa Rica Rafael Yglesias Castro, i a la pedagoga i escriptora Lilia Ramos Valverde (1903-1985), respectivament.
L'11 de novembre de 2014, va ser guardonat amb el Premi Carlos Fuentes que atorga el Govern de Mèxic, per mitjà del Consell Nacional per a la Cultura i les Arts, i la Universitat Nacional Autònoma de Mèxic (UNAM), l'Acadèmia Mexicana de la Llengua, El Col·legi de Mèxic i El Col·legi Nacional. La seva candidatura va ser proposada per la Fundació Gabriel García Márquez per al Nou Periodisme Iberoamericà (FPNI) i sotmesa a l'escrutini d'un jurat exigent, i amb noms de pes en les lletres iberoamericanes: Juan Goytisolo, Mario Vargas Llosa, Soledad Puértolas, Margo Glantz i Gonzalo Celorio, els qui van decidir atorgar el guardó a Sergio Ramírez, per considerar que la seva obra conjuga "una literatura compromesa amb una alta qualitat literària". En l'acta de premiación, el jurat ho va destacar "com a intel·lectual lliure i crític, d'alta vocació cívica." Aquest premi lliura 250 mil dòlars americans. En 2017 va rebre el Premi Cervantes, el més important de la literatura en llengua espanyola.

### Contes i novel·les
- Cuentos, Editorial Nicaragüense, Managua, 1963
- Tiempo de fulgor, novela, Editorial Universitaria de Guatemala, 1970
- De tropeles y tropelías, cuentos, 1971
- Charles Atlas también muere, cuentos, Editorial Joaquín Mortiz, México, 1976
- ¿Te dio miedo la sangre?, novela, Monte Ávila Editores, 1977 (reeditado en 1998 por la Editorial Anama, Managua)
- Heiliger Bimbam (novela, 1984), en: Erkundungen. 50 Erzähler aus Mittelamerika, Berlín Este, 1988, p. 36-46
- Castigo divino, novela, Mondadori, Madrid, 1988
- Clave de sol (cuentos, 1992)
- Un baile de máscaras, novela, Alfaguara México, 1995
- Cuentos completos, Alfaguara México, 1997
- Margarita, está linda la mar, novela, Alfaguara, 1998
- Catalina y Catalina, Alfaguara México, 2001. La herencia del bohemio, El pibe Cabriola, La partida de caza, Aparición en la fábrica de ladrillos, Perdón y olvido, Gran Hotel, Un bosque oscuro, Ya todo está en calma, La viuda Carlota, Vallejo y Catalina y Catalina
- Sombras nada más, novela, Alfaguara México, 2002
- Mil y una muertes, novela, Alfaguara México, 2004
- El reino animal, relatos, Alfaguara, 2006
- Ómnibus, antología personal, cuentos, Editorial Universidad de Puerto Rico, San Juan, 2008
- Juego perfecto, Editorial Piedra Santa / Amanuense Editorial, Guatemala, 2008; 11 cuentos
- El cielo llora por mí, novela policiaca, Alfaguara, 2009
- Perdón y olvido, antología de cuentos: 1960-2009; Leteo Ediciones, Managua, 2009
- La fugitiva, novela, Alfaguara, 2011* La jirafa embarazada, cuento infantil, Fundación Libros para Niños, 2013
- Flores oscuras, Alfaguara, 2013. Contiene 12 relatos: Adán y Eva, La puerta falsa, La cueva del trono de la calavera, Ya no estás más a mi lado corazón, Las alas de la gloria, La colina 155, No me vayan a haber dejado solo, Ángela, el petimetre y el diablo, El mudo de Truro, Iowa, El autobús amarillo, Abbott y Costello y Flores oscuras* Lo que sabe el paladar. Diccionario de los alimentos de Nicaragua, compendio en comidas y recetas, 2014
- Juan de Juanes, relatos, Alfaguara México, 2014* Sara, novela, Alfaguara, 2015[7]
- "A la mesa con Rubén Darío", relatos. Trilce México, 2016

### Assajos i testimoniatges
- Mis días con el rector, Ediciones Ventana, León, Nicaragua, 1965; artículos publicados en el diario La Noticia a raíz del fallecimiento del rector de la Universidad Nacional Autónoma de Nicaragua, Mariano Fiallos Gil
- Hombre del Caribe, Editorial EDUCA, Costa Rica, 1977 (biografía d'Abelardo Cuadra)
- El muchacho de Niquinohomo, ensayo biográfico sobre Sandino, Unidad Editorial "Juan de Dios Muñoz", Departamento de Propaganda y Educación Política del FSLN, 1981 (reeditado en 1988 por la editorial Vanguardia, Managua)
- Pensamiento vivo de Sandino, 2 tomos, Editorial Nueva Nicaragua, Managua, 1981
- Balcanes y volcanes, Editorial Nueva América, Buenos Aires, 1983
- El alba de oro. La historia viva de Nicaragua, Editorial Siglo XXI, México, 1983
- Estás en Nicaragua, Munhnik Editores, Barcelona, 1985
- Las armas del futuro, Editorial Nueva Nicaragua, Managua, 1987
- La marca del Zorro, Editorial Nueva Nicaragua, Managua, 1989; 17 horas de conversación con el comandante guerrillero Francisco Rivera Quintero en septiembre de 1988
- Confesión de amor, con prólogo de Ernesto Cardenal; Ediciones Nicarao, Managua, 1991
- Oficios compartidos, Editorial Siglo XXI, México, 1994
- Biografía Mariano Fiallos, Editorial Universitaria, León, Nicaragua, 1997
- Adiós muchachos, Alfaguara 1999; una memoria de la revolución sandinista
- Mentiras verdaderas, Alfaguara México, 2001
- El viejo arte de mentir, Fondo de Cultura Económica, México, 2004
- El señor de los tristes, ensayos literarios, Editorial de la Universidad de Puerto Rico, San Juan, 2006
- Tambor olvidado, Aguilar, San José, Costa Rica, 2007
- Cuando todos hablamos, Alfaguara, 2008; contiene más de 200 artículos publicados en su blog en el portal literario El Boomeran(g)

## Premis i reconeixements
- Premio Latinoamericano de Cuento 1971 de la revista Imagen, Caracas, por De tropeles y tropelías
- Premio Internacional Dashiell Hammett de Novela 1990 por Castigo divino
- Orden Carlos Fonseca, máxima condecoración del FSLN (1990)
- Caballero de las Artes y de las Letras (Francia, 1993)
- Premio Internacional de Novela Alfaguara 1998, por Margarita, está linda la mar
- Premi Laure Bataillon 1998 a la Mejor Novela Extranjera publicada en Francia por Un baile de máscaras (Le bal des masques, Éditions Rivages, 1997)
- Premi Casa de las Américas 2000 de Novela José María Arguedas por Margarita, está linda la mar[8]
- Medalla de Honor Presidencial Centenario de Pablo Neruda (Chile, 2004)
- Hijo Dilecto de Masatepe, acordado por el Concejo Municipal (Nicaragua, 2005)
- Premi José Donoso (Chile, 2011)
- Orden de las Artes y de las Letras en grado de Oficial (Francia, 2013)
- Premio Internacional "Carlos Fuentes" a la Creación Literaria en Idioma Español otorgado el Gobierno de México, por medio del Consejo Nacional para la Cultura y las Artes (México, 2014)
- Premi Cervantes (España, 2017)